# Evelyn Holst
Evelyn Holst (* 1952 in Hamburg) ist eine deutsche Journalistin und Autorin.

## Leben
Evelyn Holst machte 1972 am Gymnasium Lerchenfeld ihr Abitur und studierte anschließend Geschichte und Englisch zum Lehramt. Nach dem ersten Staatsexamen arbeitete sie für 13 Jahre als Reporterin für den stern, davon fünf Jahre als Korrespondentin in New York. Momentan schreibt sie jeden Samstag eine Kolumne „nur für Frauen“ in der Bild.
Für ihre Arbeit Es ist so still geworden bei uns im Stern wurde sie 1983 mit dem Egon-Erwin-Kisch-Preis ausgezeichnet. Die prämierte Reportage, die sich mit dem Unfalltod eines siebenjährigen Mädchens und den Folgen für Eltern und Unfallverursacher beschäftigt, wurde später Thema einer vergleichenden Arbeit über geschlechtsspezifisches Schreiben im Journalismus.
Nach ihrem Weggang vom stern verfasste sie zahlreiche Romane, die sich meist auf eingängige Weise mit sogenannten Frauenthemen befassen. Einige ihrer Bücher wurden auch verfilmt. Neben ihren Romanen schrieb sie auch eine Reihe von Originaldrehbüchern für Fernsehfilme, unter anderem für den ZDF-Mehrteiler Die Wüstenrose.
Holst lebt mit ihrer Familie in Hamburg.

## Werke (Auswahl)
- August und ich – Roman. Ullstein, München 2006, ISBN 3-548-26354-2.
- Das Verlangen – Roman. Ullstein, München 2003, ISBN 3-550-08403-X.
- Dann geh doch – Roman. Ullstein, München 2003, ISBN 3-548-25790-9.
- Verdammte Gefühle – Roman. Droemer Knaur, München 2000, ISBN 3-426-19468-6.
- Der Liebe Last – Roman. Droemer Knaur, München 2000, ISBN 3-426-61710-2.
- Ach, wie gut, daß niemand weiß … – Roman. Droemer Knaur, München 1997, ISBN 3-426-19373-6.
- Ein Mann wie Samt und Seide – Roman. Droemer Knaur, München 1997, ISBN 3-426-60636-4.
- Der Mann auf der Bettkante – Roman. Droemer Knaur, München 1994, ISBN 3-426-19329-9.
- Ein Mann für gewisse Sekunden – Roman. Droemer Knaur, München 1992, ISBN 3-426-19300-0.
- Liebe, Launen, Lehrerschreck – Roman. Droemer Knaur, München 2009, ISBN 3-570-30173-7.